# ダミオン・ロウ
ダミオン・ロウ（Damion Lowe、1993年5月5日 - ）は、ジャマイカ・キングストン出身のプロサッカー選手。サッカージャマイカ代表。フィラデルフィア・ユニオン所属。ポジションはDF。

## クラブ経歴
ハーバービューFCの下部組織でプレーを始め、2011年に渡米しハートフォード大学に入学。
2014年のMLSスーパードラフトで、1巡目(全体8人目)でシアトル・サウンダーズFCに指名された。
2022年1月16日、ローはアメリカ合衆国に戻り、MLSクラブのインテル・マイアミCFと2年契約を結んだ。 2024年8月27日、ローはアル・オフドゥードと1年契約を結んだ。

## 代表歴
2016年10月のガイアナ戦でフル代表デビュー。2017年2月のホンジュラス戦で代表初ゴール。

### ゴール
2017年2月16日現在
| #  | 開催日        | 開催地       | 対戦国       | スコア | 結果 | 試合概要                    |
| -- | ------------- | ------------ | ------------ | ------ | ---- | --------------------------- |
| 1. | 2017年2月16日 | ヒューストン | ホンジュラス | 1–0    | 1–0  | 親善試合                    |
| 2. | 2019年6月17日 | キングストン | ホンジュラス | 3–1    | 3–2  | 2019 CONCACAFゴールドカップ |